# Andrėj Paryvaeŭ
Andrėj Paryvaeŭ (in bielorusso Андрэй Парываеў?; 3 gennaio 1982) è un ex calciatore bielorusso, di ruolo difensore.

## Palmarès

### Campionati nazionali
- Vyšėjšaja Liha: 1

2005